# Elecciones presidenciales de la República Democrática del Congo de 1970
Las elecciones presidenciales se llevaron a cabo en la República Democrática del Congo el 1 de noviembre de 1970 durante el régimen de Mobutu Sese Seko. En realidad consistieron en un referéndum para aceptar o rechazar la presidencia de Mobutu, en el poder desde el golpe de Estado de 1965. Los resultados revelaron que la candidatura de Mobutu no solo fue aprobada con un inverosímil 100% de los votos, sino que aparentemente participó más gente de la que estaba registrada para votar, a pesar de que constitucionalmente el voto no era obligatorio.

## Antecedentes
Tras la promulgación de una nueva constitución aprobada en referéndum en 1964, se habían llevado a cabo elecciones generales en la República Democrática del Congo (recientemente renombrada de este modo para evitar confusiones con el estado limítrofe también llamado Congo) en marzo y abril de 1965. Las elecciones habían sido ganadas por la Convención Nacional del Congo, dirigida por el exlíder secesionista Moise Tshombe, que obtuvo 122 de los 177 escaños. Sin embargo, el presidente Joseph Kasa-Vubu rechazó a Tshombe y nombró a Evariste Kimba del Frente Democrático Congoleño como Primer ministro. En la siguiente votación del parlamento, el 14 de noviembre, el gobierno de Kimba fue rechazado. Diez días más tarde, Joseph-Désiré Mobutu perpetuó un golpe de Estado que depuso al gobierno constitucional e instauró una dictadura militar.
El 20 de mayo de 1967, Mobutu fundó el Movimiento Popular de la Revolución (MPR), que funcionaría como partido único de facto del país. En junio de 1967 se elaboró una nueva constitución de carácter fuertemente presidencialista con un parlamento unicameral. La constitución limitaba el número de partidos políticos a dos, y concedía derechos políticos a las mujeres. La constitución fue aprobada en referéndum con el 97,8% de los votos.
Después de un censo a principios de 1970, se organizaron las elecciones presidenciales para el 1 de noviembre. La fecha fue fijada para que ya hubiera pasado el cuadragésimo cumpleaños de Mobutu al llevarse a cabo las elecciones, ya que la constitución decía que los candidatos debían tener al menos cuarenta años de edad.

## Resultados
Si bien la Constitución permitía la existencia de un segundo partido, el MPR fue el único partido permitido para proponer candidatos. Como resultado, Mobutu apareció solo en la papeleta presidencial. Los votantes tenían la opción de una papeleta verde que representa un voto de "sí" o un papel rojo, que representa un "no". El voto no era secreto, y el número de votos emitidos (10.131.826) superaba por 30.000 el número de votantes registrados (10.101.330).
| Candidato                          | Partido                             | Votos      | %     |
| ---------------------------------- | ----------------------------------- | ---------- | ----- |
| Joseph Mobutu                      | Movimiento Popular de la Revolución | 10,131,669 | 100   |
| En contra                          | En contra                           | 157        | –     |
| Total                              | Total                               | 10,131,826 | 100   |
| Votantes registrados/participación | Votantes registrados/participación  | 10,101,330 | 100.3 |
| Fuente: Nohlen et al.              |                                     |            |       |

## Consecuencias
Días después, el 15 de noviembre, se celebraron las elecciones parlamentarias con similares resultados, con los candidatos oficialistas recibiendo el 99% de los votos. Poco después, el MPR fue declarado formalmente el único partido político legal del país, aunque ya lo había sido de facto desde antes.
El país pasó a llamarse Zaire al año siguiente, y Mobutu cambió su propio nombre por Mobutu Sese Seko en 1972. Gobernaría hasta su derrocamiento en 1997.